# العلاقات التوغوية الكورية الشمالية
العلاقات التوغولية الكورية الشمالية هي العلاقات الثنائية التي تجمع بين توغو وكوريا الشمالية.

## مقارنة بين البلدين
هذه مقارنة عامة ومرجعية للدولتين:
| وجه المقارنة                                              | توغو            | كوريا الشمالية                        |
| --------------------------------------------------------- | --------------- | ------------------------------------- |
| المساحة (كم2)                                             | 56.78 ألف       | 120.54 ألف                            |
| عدد السكان (نسمة)                                         | 7.80 مليون      | 25.49 مليون                           |
| الكثافة السكانية (ن./كم²)                                 | 137.37          | 211.47                                |
| العاصمة                                                   | لومي            | بيونغيانغ                             |
| اللغة الرسمية                                             | لغة فرنسية      | لغة كوريا الشمالية القياسية ‏          |
| العملة                                                    | فرنك غرب أفريقي | وون كوري شمالي                        |
| الناتج المحلي الإجمالي (بليون دولار)                      | 4.81 مليار      |                                       |
| الناتج المحلي الإجمالي (تعادل القوة الشرائية) بليون دولار | 10.67 مليار     |                                       |
| الناتج المحلي الإجمالي الاسمي للفرد دولار أمريكي          | 559             |                                       |
| الناتج المحلي الإجمالي للفرد دولار أمريكي                 | 1.43 ألف        |                                       |
| مؤشر التنمية البشرية                                      | 0.484           |                                       |
| رمز المكالمات الدولي                                      | +228            | +850                                  |
| رمز الإنترنت                                              | .tg             | .kp                                   |
| المنطقة الزمنية                                           | 00              | ت ع م+08:30، ت ع م+08:30، ت ع م+09:00 |

## منظمات دولية مشتركة
يشترك البلدان في عضوية مجموعة من المنظمات الدولية، منها:
| علم المنظمة | اسم المنظمة              | تاريخ انضمام توغو | تاريخ انضمام كوريا الشمالية |
| ----------- | ------------------------ | ----------------- | --------------------------- |
|             | يونسكو                   | 17 نوفمبر 1960    | 18 أكتوبر 1974              |
|             | الاتحاد البريدي العالمي  | ?                 | ?                           |
|             | الأمم المتحدة            | 20 سبتمبر 1960    | 17 سبتمبر 1991              |
|             | الاتحاد الدولي للاتصالات | 14 سبتمبر 1961    | ?                           |

## وصلات خارجية
- موقع وزارة الخارجية الكورية الشمالية